# Melodinus forbesii
Melodinus forbesii är en oleanderväxtart som beskrevs av William Fawcett. Melodinus forbesii ingår i släktet Melodinus och familjen oleanderväxter. Inga underarter finns listade i Catalogue of Life.